# Hodgeville
Hodgeville es un pueblo canadiense situado en la provincia de Saskatchewan.

## Superficie
Hodgeville tiene una superficie de 1,24 km².

## Demografía
En 2021, tenía 147 habitantes, una densidad poblacional de 118,8 hab./km², y 87 viviendas.